# Reprezentacja Estonii w piłce ręcznej kobiet
Reprezentacja Estonii w piłce ręcznej kobiet, narodowy zespół piłkarek ręcznych Estonii. Reprezentuje swój kraj w rozgrywkach międzynarodowych.